# Larroque-Engalin
Larroque-Engalin är en kommun i departementet Gers i regionen Occitanien i sydvästra Frankrike. Kommunen ligger i kantonen Lectoure som tillhör arrondissementet Condom. År 2022 hade Larroque-Engalin 45 invånare.

## Befolkningsutveckling
Antalet invånare i kommunen Larroque-Engalin
Referens:INSEE